# Mogi Mirim (gemeente)
Mogi Mirim is een gemeente in de Braziliaanse deelstaat São Paulo. De gemeente telt 88.373 inwoners (schatting 2009).

## Aangrenzende gemeenten
De gemeente grenst aan Artur Nogueira, Conchal, Engenheiro Coelho, Holambra, Itapira, Mogi-Guaçu en Santo Antônio de Posse.